# Сан Хуан (провинция на Аржентина)
Вижте пояснителната страница за други значения на Сан Хуан.
Сан Хуа̀н (на испански: San Juan) е една от 23-те провинции на Аржентина. Намира се в западната част на страната. Провинция Сан Хуан е с население от 764 464 жители (по изчисления за юли 2018 г.) и обща площ от 89 651 км². Столица на провинцията е едноименния град Сан Хуан.